# Hvis lyset tar oss
Hvis lyset tar oss ("Si la luz nos lleva" en español) es el tercer álbum de estudio del grupo de black metal noruego Burzum. Fue grabado en septiembre de 1992, sin embargo, no fue lanzado sino hasta abril de 1994. Hvis lyset tar oss es el álbum de Burzum que contiene menos canciones, aunque de un promedio de entre 7 y 14 minutos.

## Lista de canciones
Algunas copias promocionales del álbum distribuidas antes de la fecha oficial de lanzamiento venían con un orden distinto. La canción Et hvitt lys over skogen fue reemplazada por Tomhet en la edición definitiva que saldría al mercado. La canción de Tomhet es instrumental.
1. Det som en gang var (Lo que una vez fue) – 14:21
2. Hvis lyset tar oss (Si la luz nos lleva) – 8:05
3. Inn i slottet fra drømmen (En el castillo de los sueños) – 7:52
4. Tomhet (Vacío) – 14:12

## Diseño artístico
La portada del álbum consta de un dibujo de un artista del siglo XIX, Theodor Kittelsen, titulado Fattigmannen ("Pobre u obrero"). La contraportada consta también de un dibujo del mismo artista.
También, cabe destacar que éste es el último disco de estudio de Burzum con la carátula en blanco y negro.

## Créditos
- Count Grishnackh – vocal, guitarra eléctrica, bajo eléctrico, batería, sintetizador.

## Fuente
- Burzum discography
- En metal archives
- Hvis Lyset Tar Oss en BestBlackMetalAlbums.com Archivado el 18 de junio de 2013 en Wayback Machine.
- Sobre el disco (en español)

- Datos: Q1129211